# Volcán de Colima
El volcán de Colima, a veces llamado Volcán de Fuego de Colima para diferenciarlo del cercano Volcán Nevado de Colima, es un estratovolcán activo ubicado en los límites de los estados de Colima y Jalisco, en México. Su altitud oficial es de 3860 m sobre el nivel del mar. Sin embargo, debido a la constante actividad volcánica que ha presentado durante los últimos años[¿cuándo?], resulta difícil determinar con exactitud la altitud actual.[cita requerida]

## Actividad, poblaciones en riesgo y erupciones
Los municipios aledaños del volcán son Comala y Cuauhtémoc, en Colima; así como Zapotitlán y Tonila, en Jalisco.  Las erupciones de este volcán se consideran explosivas y un peligro para la población. El volcán está catalogado como el más peligroso de México y está en extrema vigilancia.

### Erupciones
Aproximadamente hace más de 500 años, el volcán ha tenido más de 40 erupciones desde 1576, de entre las cuales destacan las de 1585, 1606, 1622, 1690, 1818, 1890, 1903, 1913 (el 13 de enero de este año se cerró el cuarto ciclo de actividad) y 1999. El 6 de junio de 2005, a las 11:00 horas, se produjo una columna eruptiva que alcanzó 4 km sobre el volcán, arrojó cenizas de roca y piroclastos, y desde principios de enero del 2013 se ha clasificado en actividad creciente. Su ciclo eruptivo es de aproximadamente 100 años. En 2015 comenzó a presentar un aumento en su actividad que está en constante vigilancia.

#### Poblaciones en riesgo
Adicionalmente, se debe tener en cuenta la actividad de menor grado, todo lo cual demuestra que a lo largo de los últimos siglos este volcán ha incrementado su proceso eruptivo, y se siguen estudiando los riesgos de una nueva erupción. En los estados de Colima y Jalisco, varias poblaciones son estado de Colima, además de Juan Barragán, Agostadero, Los Machos, El Borobollón, Durazno, San Marcos, Tonila, Cofradía de Tonila, Causentla, El Fresnal, Atenquique, Saucillo, El Embudo y El Chayán, en el estado de Jalisco, y en segundo término a otras poblaciones de ambos estados un poco más alejadas, como Quesería (Colima), Ciudad Guzmán, Tamazula de Gordiano, Tuxpan (Jalisco), la ciudad de Colima, Villa de Álvarez, Zapotiltic, Comala y Cuauhtémoc entre otras.

### 1991
El volcán de Colima entró en una actividad tan grande que se creó un domo que casi cubre la boca. Entonces acudieron a Colima vulcanólogos y temiendo una fuerte explosión comenzaron a poner en alerta máxima a todas las poblaciones aledañas al coloso. Se dijo entonces que el riesgo era tan grande que de hacer explosión el daño alcanzaría hasta 15 kilómetros alrededor. Entonces se produjo una explosión que destruyó el domo y hubo emisiones de ceniza que cubrieron los pueblos aledaños como Tonila, San Marcos, Juan Barragán y La Becerrera.

#### En 2005
Durante 2005 el volcán de Colima  presentó una actividad explosiva que no superó el VEI 3. Se caracterizó por el desarrollo de domos y su destrucción casi inmediata, a través de explosiones que formaron columnas eruptivas que alcanzaron alturas entre los 4500 y 9000 m s. n. m., así como el desarrollo de flujos piroclásticos que alcanzaron hasta 3.5 km de distancia del cráter. Tras los eventos explosivos, se generaron emisiones de ceniza que se distribuyeron en general hacia los cuatro puntos cardinales, y alcanzaron distancias de hasta 100 km.[cita requerida]

#### Formación de cráter volcánico
Como consecuencia de esta última, se formó un cráter que alcanzó en ocasiones una profundidad de hasta 60 m. La actividad fue en aumento, por lo que los gobiernos de los estados circunvecinos han estado en extrema vigilancia de la actividad volcánica.

#### En el 2013
El [7 de enero] del [2013] se produjo una explosión que generó una columna de ceniza volcánica que se elevó a más de 3 km de altura.{cr}
El 21 de noviembre de 2012 se registró una gran explosión que generó una columna de ceniza volcánica que se elevó más de 3 km de altura. Asimismo, produjo una avalancha de flujo piroclástico que no causó daños a la población aledaña. Cabe recordar que fue este suceso lo que destruyó ciudades como Pompeya y Herculano cuando el monte Vesubio arrojó, en la Antigüedad, gran cantidad de flujo piroclástico, 5 veces más caliente que el agua hirviendo, lo que destruyó los tejidos blandos de las personas que no lograron escapar.[cita requerida]
Una de las erupciones que tuvo repercusiones en la actividad diaria de las personas fue sin duda la registrada el 3 de enero del 2015 a las 10:00 aproximadamente (hora de la Ciudad de México), la cual tuvo una explosión que alcanzó 3 km, y la ceniza arrojada se expandió a Mazamitla, Zapotiltic, Ciudad Guzmán, Tonila, Tamazula de Gordiano y Valle de Juárez, todas ellas localizadas en el estado de Jalisco.[cita requerida]
El 16 de enero del 2015 se produjo una columna eruptiva, que arrojó cenizas de roca y flujos piroclásticos. El 21 de enero del 2015 (fecha en que se conmemora el aniversario de un terremoto en el propio territorio colimense) se produjo una columna eruptiva que se alzó 4 km. El viernes 10 de julio del 2015 se presentó una erupción mayor, que obligó a evacuar poblaciones en las zonas contiguas al volcán.

## Imágenes

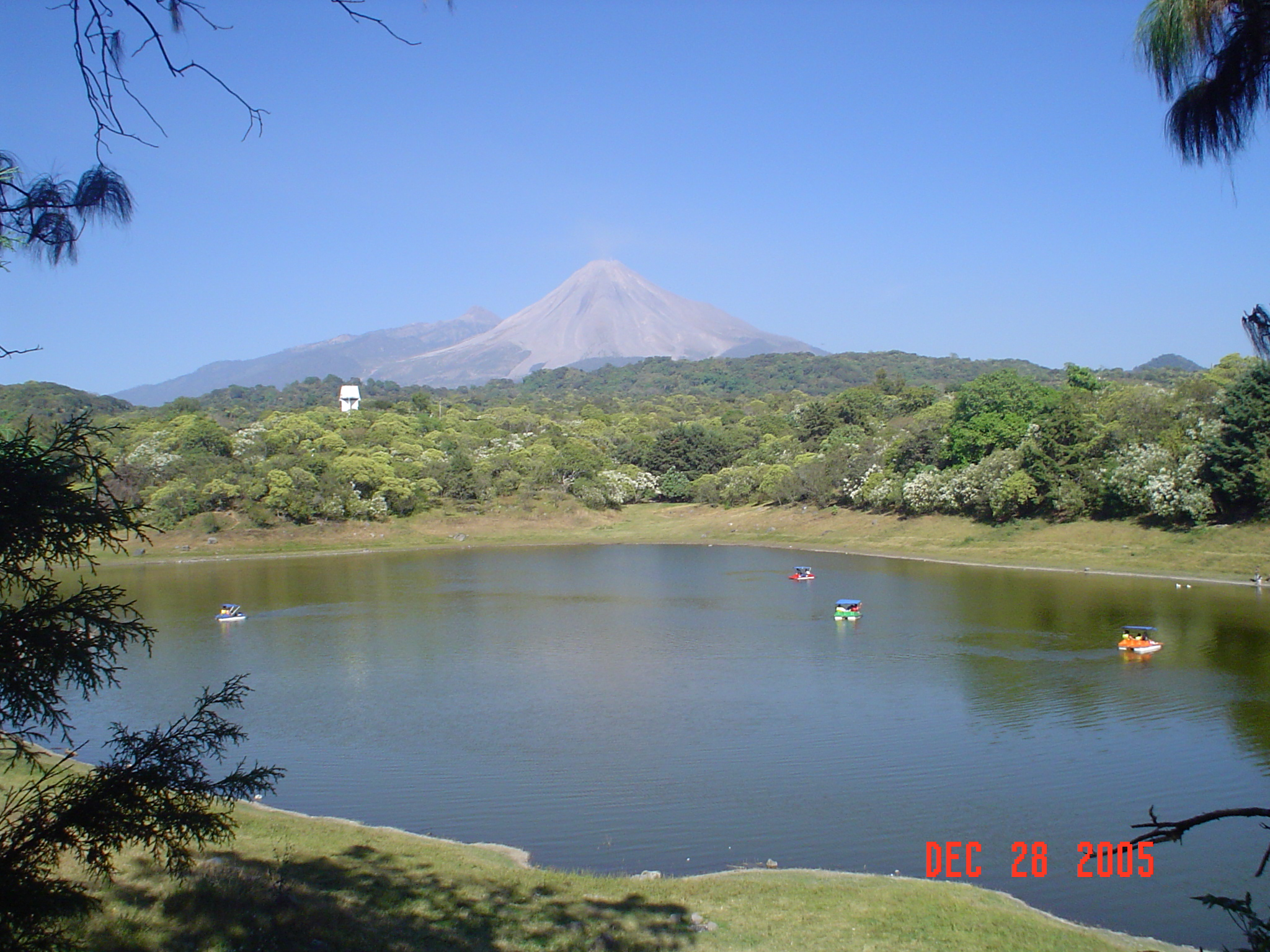
Volcán de Colima visto desde el parque Carrizalillos
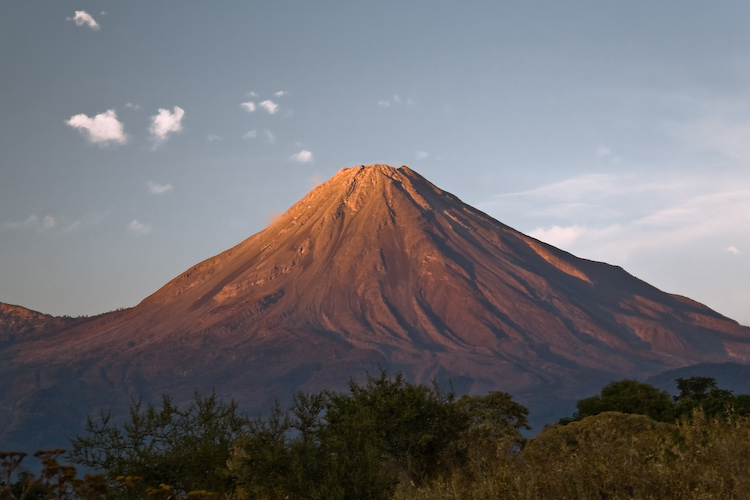
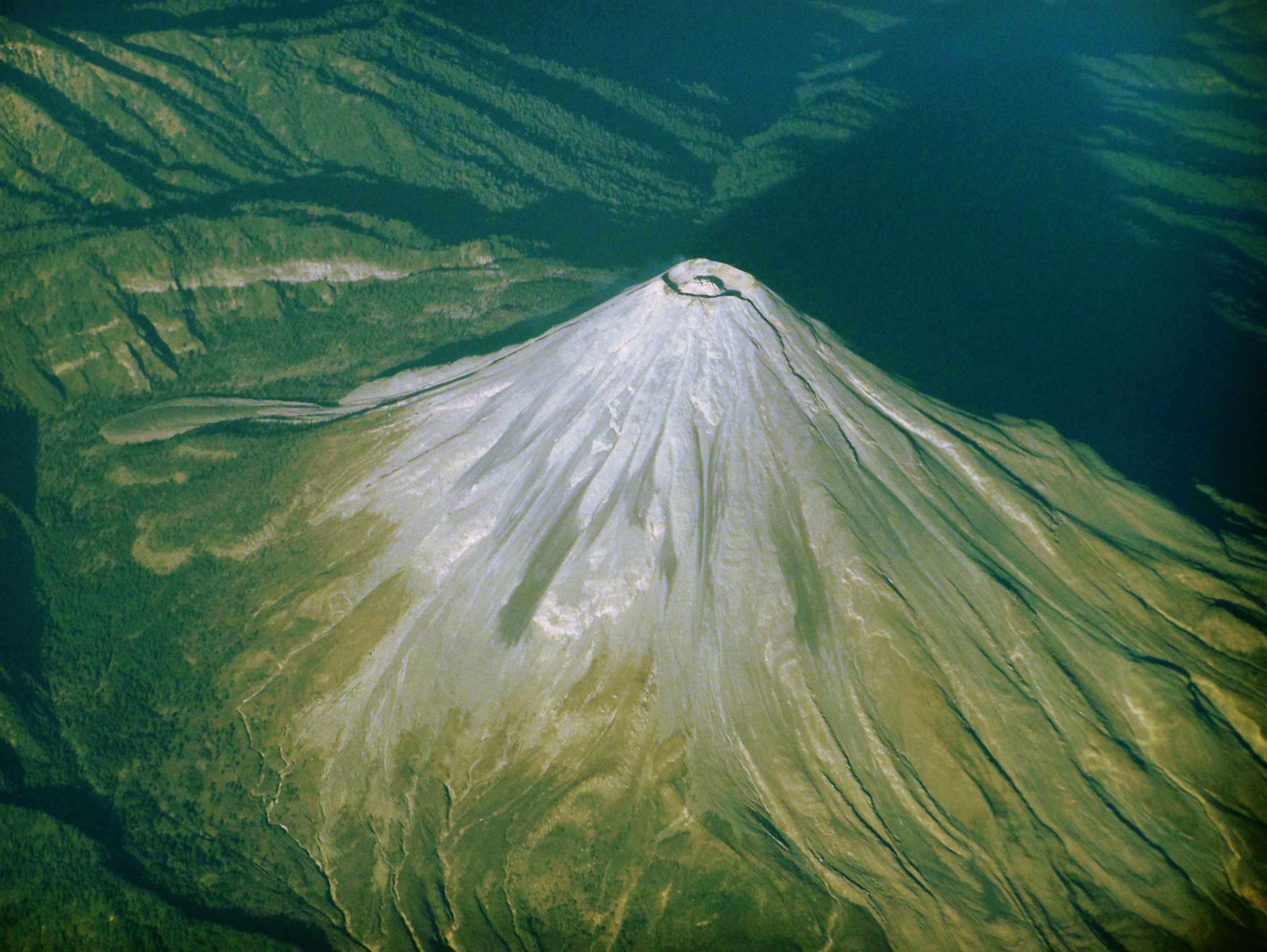
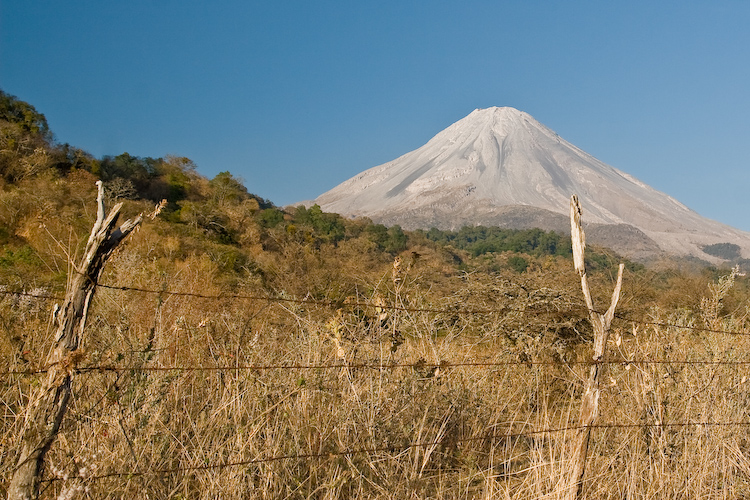
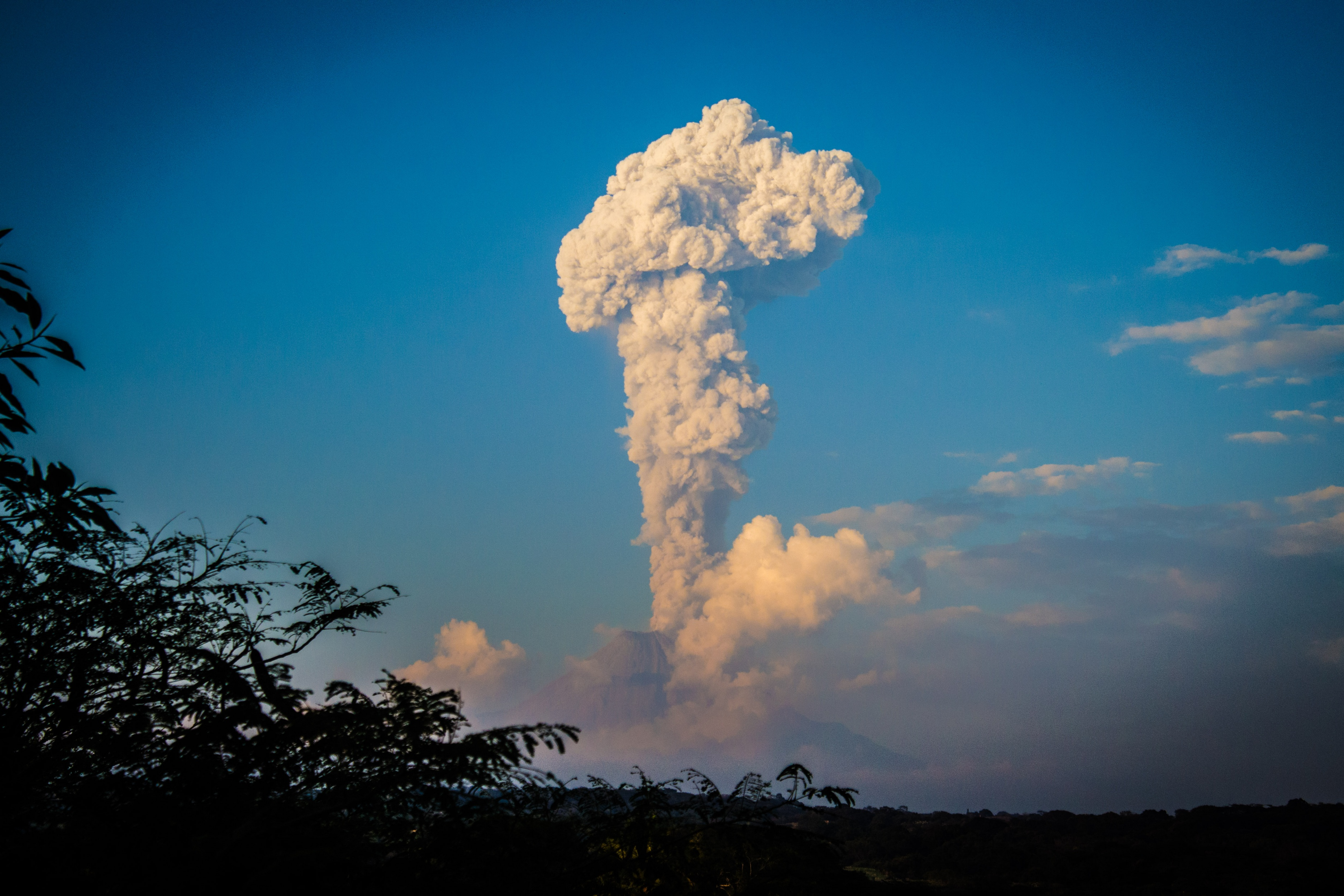
17 de diciembre 2016 de la ciudad de Colima
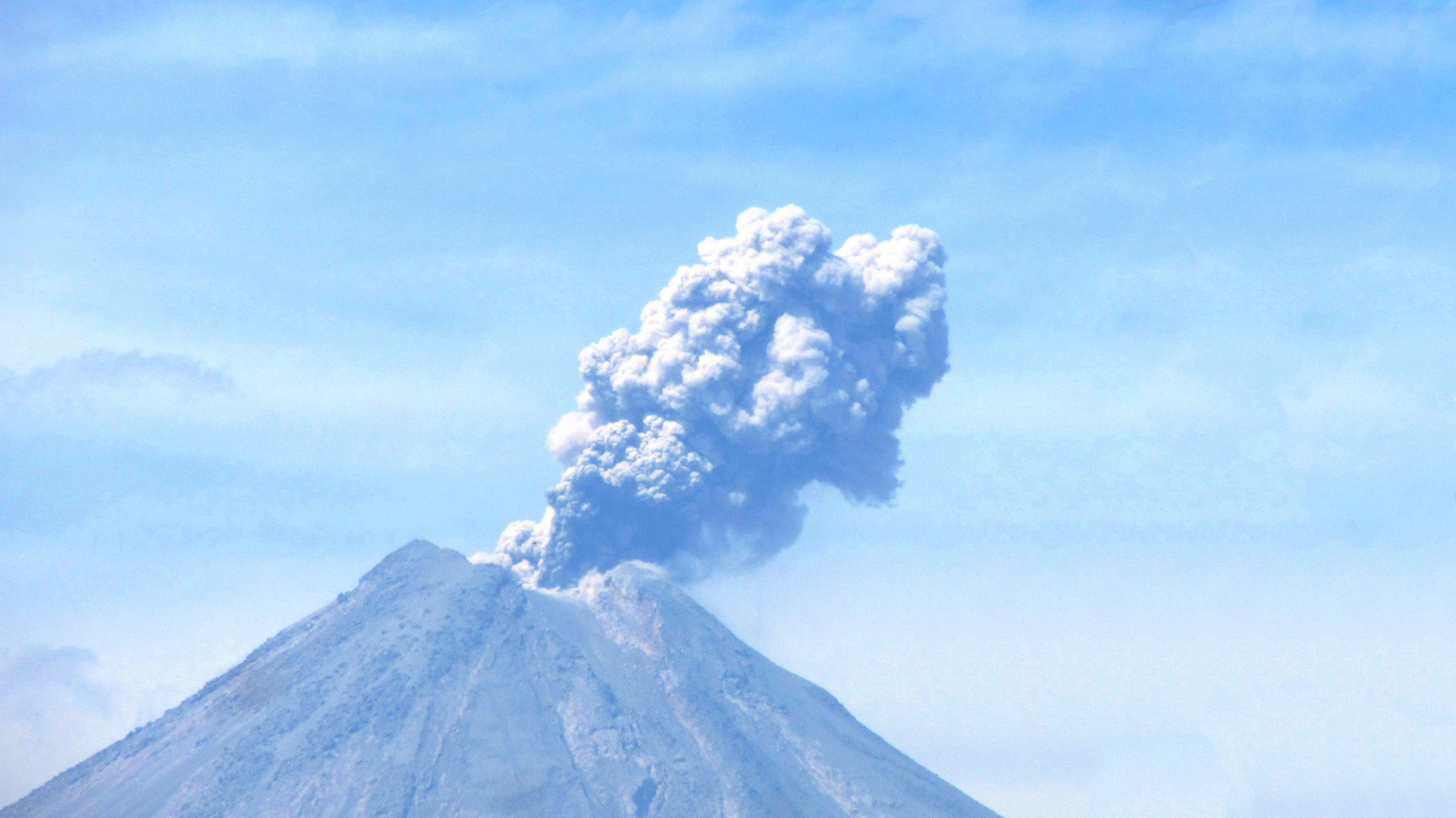
Actividad volcánica del 17 de abril de 2016.